# Zielona Góra (skała)

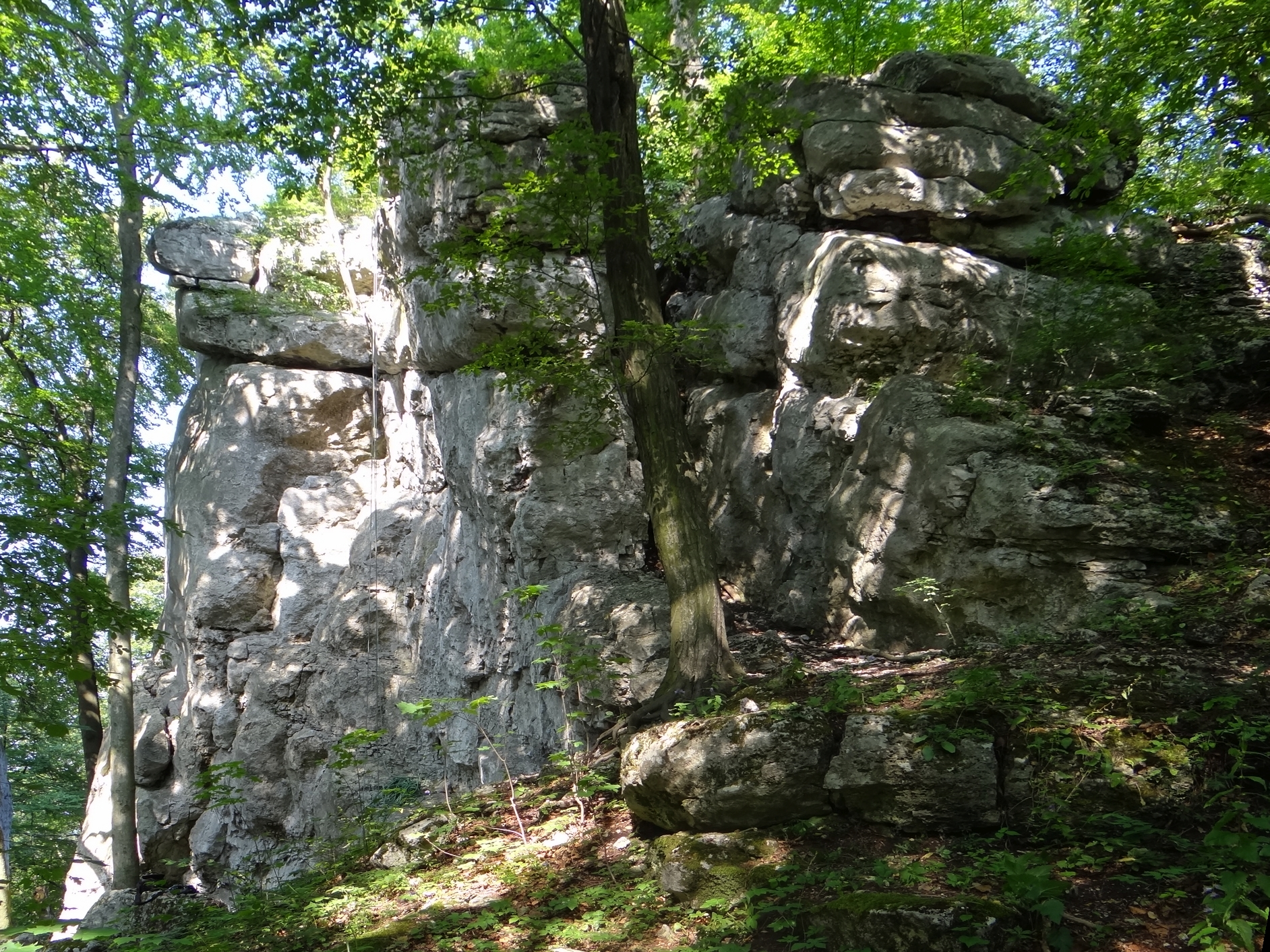

Zielona Góra – skała na wzniesieniu Zielona Góra w miejscowości Kusięta w województwie śląskim, w powiecie częstochowskim, w gminie Olsztyn. Jest to jedno z wzgórz Wyżyny Mirowsko-Olsztyńskiej będącej częścią Jury Krakowsko-Częstochowskiej. 
Zielona Skała znajduje się w lesie na szczycie wzniesienia. Jest to duży, zbudowany z wapieni skalistych masyw skalny o pionowych lub przewieszonych ścianach wysokości 8–20 m. Występują w nim takie formacje skalne jak filar, komin, zacięcie. Ściany wspinaczkowe o wystawie południowej i zachodniej. Skała znajduje się w rezerwacie przyrody Zielona Góra, ale od 2017 roku na skale dopuszczalna jest wspinaczka. Wspinacze skalni poprowadzili na niej 21 dróg wspinaczkowych o stopniu trudności III– VI.4+ w skali Kurtyki. Większość dróg posiada asekurację.
Tuż obok Zielonej Góry znajduje się druga, niższa skała Płetwa, a nieco dalej na północny zachód skała Kowadło. Obok wszystkich tych skał prowadzi Szlak Orlich Gniazd.

## Szlak turystyczny
odcinek: Kusięta – rezerwat przyrody Zielona Góra – Częstochowa